# Steenuil
De steenuil (Athene noctua) is een kleine gedrongen uil met gele ogen en witte wenkbrauwstrepen.

## Uiterlijke kenmerken
De steenuil is een kleine gedrongen uil van ongeveer 21 tot 27 cm lang en met een spanwijdte van ongeveer 55 cm. De bovenzijde is bruingrijs, dicht witgevlekt en -gestreept. De onderzijde is lichtgrijs met donkere brede strepen. De steenuil heeft een onduidelijke sluier en een afgeplatte, brede kop met gele ogen.
In de vlucht vertoont de bovenzijde witte druppelvormige vlekken. De vleugels zijn kort en rond. De staart is kort. De vlucht is golvend als die van een specht.
De steenuil is op de dwerguil na de kleinste uil in de Benelux. Het mannetje wordt ongeveer 180 gram, het vrouwtje wordt 200 gram.

## Leefwijze en gedrag
De steenuil leeft solitair. Hij zit - ook overdag - veel op daken, telegraafpalen, in een knotwilg of op een weidepaaltje en wipt en buigt bij verstoring. De vogel wordt dankzij zijn kleine formaat weinig opgemerkt. Hij maakt wel veel lawaai, met name van oktober tot februari is zijn roep vaak te horen. Deze bestaat uit een schel en fluitend 'kieuw-kieuw', 'koewiet' of 'kwief'. Bij het nest klinkt de roep als 'kiff, kiff' of 'kef, kef'. De zittende vogel roept een langgerekt 'hoe.....k', dat gemakkelijk is na te bootsen, waarop de partner antwoordt, vooral in de schemering.

## Voedsel
Het voedsel van de steenuil is aangepast aan zijn grootte: hij vangt wel muizen als hij kan, maar ook veel regenwormen, kevers en andere insecten en kikkers of jonge vogels. Soms verrast de steenuil prooien die relatief groot zijn ten opzichte van zijn eigen formaat, zoals ratten. Hij heeft verschillende jachttechnieken, zoals observeren vanaf een paaltje, over de grond lopen en rennen of jagen vanuit een lage vlucht.

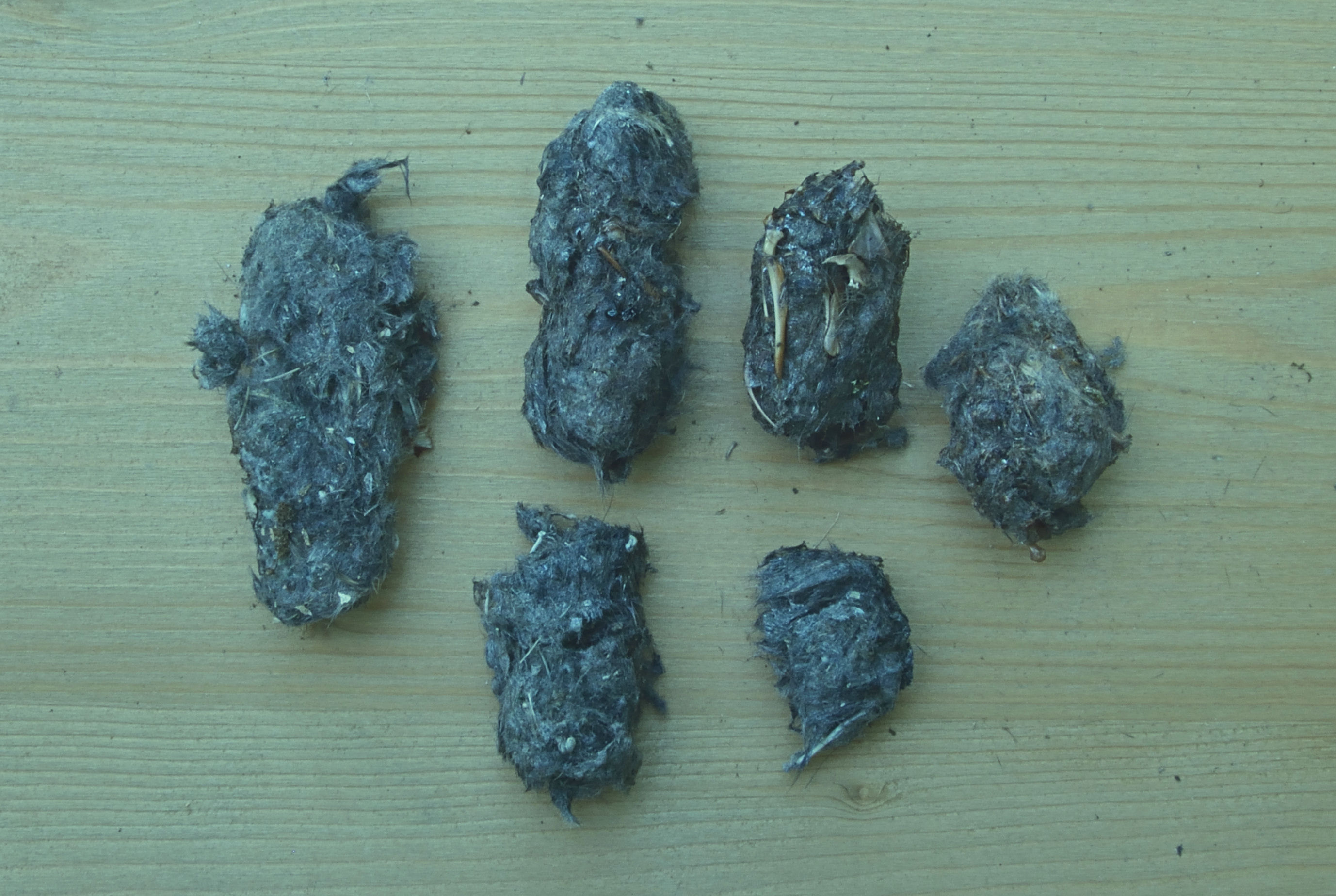
Braakballen
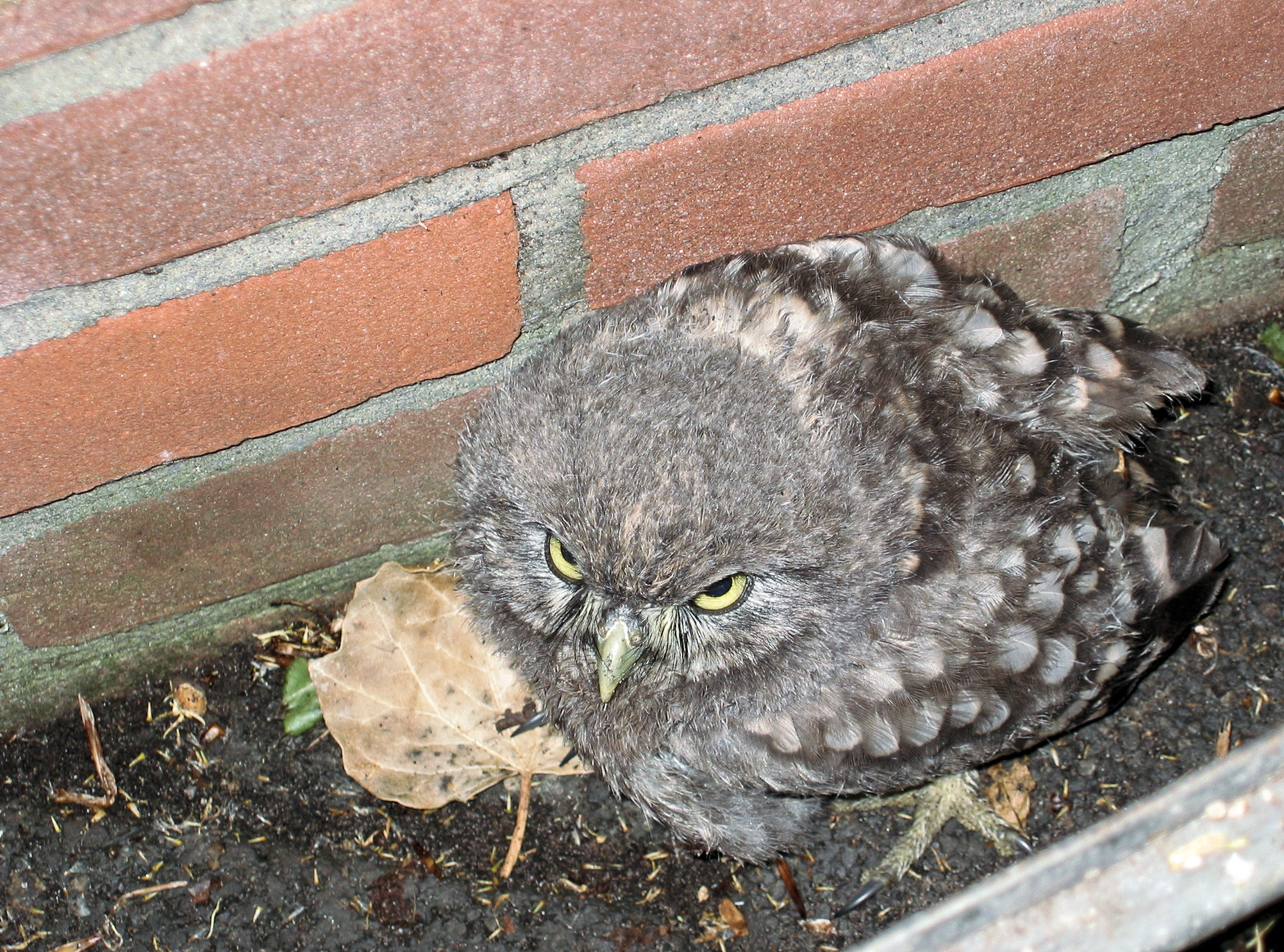
Steenuilkuiken

## Voortplanting
De steenuil broedt van eind maart tot in juni, gedurende ongeveer 28 dagen. De steenuil heeft maar één broedsel per jaar, dat bestaat uit 3-6 eieren, soms 7, in voedselrijke jaren tot 9 (formaat: 35x29 mm). Het nest wordt gemaakt in holten van bomen, muren, gebouwen, konijnengangen, nestkastjes of houtmijten. De steenuil is een holenbroeder, die geen nestmateriaal gebruikt, hooguit enkele veertjes van de vogel of enkele braakballen.
Het vrouwtje broedt alleen en zeer vast, soms van het eerste ei af, meestal wel voor het laatste ei. Beide vogels verzorgen de jongen, die na 26 dagen uitvliegen.

## Verspreiding en leefgebied
De steenuil is een broedvogel en standvogel in een groot deel van Europa, Noord-Afrika en Midden-Azië. De soort telt dertien ondersoorten met elk een eigen verspreidingsgebied.
- A. n. noctua (Scopoli, 1769): van centraal, zuidelijk en zuidoostelijk Europa tot noordwestelijk Rusland.
- A. n. bactriana (Blyth, 1847): van Irak en Azerbeidzjan tot Pakistan en noordwestelijk India.
- A. n. glaux (Savigny, 1809): van de kust van noordelijk Afrika tot zuidwestelijk Israël.
- A. n. impasta (Bangs & Peters, 1928): het westelijke deel van Centraal-China.
- A. n. indigena (Brehm, 1855): van Roemenië tot Griekenland via Oekraïne en Turkije tot zuidelijk Rusland.
- A. n. lilith (Hartert, 1913): van Cyprus, zuidelijk Turkije tot Irak en Sinaï (Egypte).
- A. n. ludlowi (Baker, 1924): de Himalaya.
- A. n. orientalis (Severetzov, 1873): noordoostelijk Kazachstan en noordwestelijk China.
- A. n. plumipes (Swinhoe, 1870): Mongolië, het zuidelijke deel van Centraal-Siberië en noordoostelijk China.
- A. n. saharae (Kleinschmidt, 1909): van Marokko tot westelijk Egypte en centraal Arabië.
- A. n. somaliensis (Reichenow, 1905): oostelijk Ethiopië en Somalië.
- A. n. spilogastra (von Heuglin, 1863): oostelijk Soedan, Eritrea en noordoostelijk Ethiopië.
- A. n. vidalii (Brehm 1857): westelijk Europa.

De steenuil geeft de voorkeur aan een landschap met weilanden, knotwilgen, fruitbomen en oude schuurtjes. In bloemrijke weilanden kan hij veel muizen en wormen vinden. Knotwilgen, fruitbomen en schuurtjes hebben dikwijls plaatsen die geschikt zijn om te nestelen. Hagen en houtwallen bieden veel schuilgelegenheid.

## Status in Nederland en Vlaanderen
Tussen 1980 en 1990 werd het aantal broedparen (ondersoort vidalii) nog geschat op rond de 10.000 paar. Daarna volgde een scherpe daling, maar volgens SOVON stabiliseerde het aantal na 1996. Rond 2007 broedden er ongeveer 5500 tot 6500 paar in Nederland en 8000 paar in Vlaanderen.
De soort is in 2004 als kwetsbaar op de Nederlandse Rode Lijst gezet. De steenuil is in Vlaanderen nog een talrijke broedvogel en staat daarom niet op de Vlaamse Rode Lijst. De steenuil staat als niet bedreigd op de internationale Rode Lijst van de IUCN.
Het aantal steenuilen in Nederland is sterk verminderd door veranderingen op het platteland. Woongebieden en industrieterreinen namen steeds meer ruimte in en de inrichting van het overgebleven platteland is grootschaliger geworden. Een deel van de achteruitgang is te verklaren door vermindering van nestelgelegenheid, bijvoorbeeld in oude schuren en hoogstamboomgaarden. Hagen en houtkanten zijn schaarser dan vroeger. Steenuilen worden ook relatief vaak slachtoffer van het verkeer. Sinds ongeveer 2005 stabiliseert het aantal broedparen in Nederland zich op zo'n 8000-9000 paren.

## Status wereldwijd
De grootte van de totale populatie is in 2015 geschat op 5-10 miljoen volwassen vogels. Op de Rode lijst van de IUCN heeft deze soort de status niet bedreigd.

## Culturele verwijzingen
- De uil van Athene werd meestal afgebeeld als steenuil, zoals bijvoorbeeld op oude Atheense munten uit de vijfde eeuw v.Chr.[7]
- Van 1993 tot 2002 prijkte de afbeelding van de steenuil op het laatst ontworpen bankbiljet van 100 gulden.

## Galerij

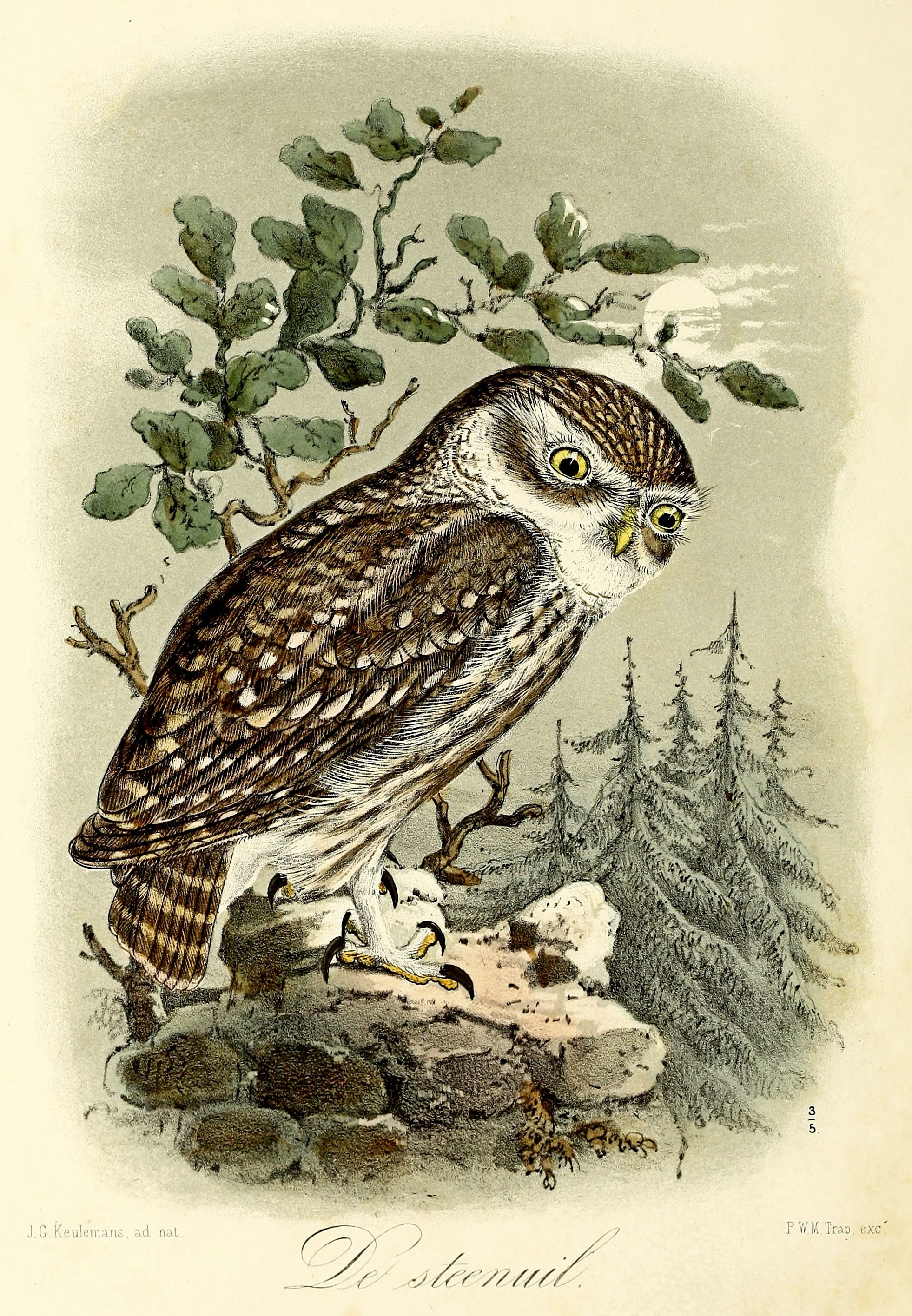
De steenuil (1869), John Gerrard Keulemans